# Fumársav
A fumársav (képlete:  HO2CCH=CHCO2H)  színtelen, szagtalan kristályos vegyület, telítetlen dikarbonsav-izomerpár egyike (transz izomer), a másik  a  maleinsav (cisz izomer).  Gyümölcsös íze van.

## Biológia
A fumársav megtalálható az orvosi füstikében (Fumaria officinalis), a Boletus fomentarius var. pseudo-igniarius gombában, zuzmókban és a gombák országába tartozó izlandi mohában (Cetraria islandica).
A fumársav, mely az almasav rokon vegyülete, ionizált formában (fumarát) előfordul a sejtekben a citromsavciklus folyamatában, amely cukrokból termel energiát ATP formájában.
Az emberi bőr napfény hatására fumársavat termel.

## Gyógyszer
A fumársav észtereit pszoriázis (bőrbetegség) kezelésében alkalmazzák, mert feltételezik, hogy a betegséget a bőr fumársavtermelésének hibája okozza.
Kezdeti dózisként 60–105 mg-ot adnak naponta, amelyet fokozatosan egészen 1290 mg-ig emelhetnek.
Mellékhatásként vese- és emésztési panaszok jelentkezhetnek, valamint bőrpír, de ezek főként túladagoláskor fordulnak elő. Hosszabb kezelés után csökkenhet a fehérvérsejtszám.

## Élelmiszer
A fumársavat 1946 óta használják élelmiszer savasság-beállítóként, mivel nem mérgező.
Italokban és sütőporokban használják, amelyeknek tisztasági követelményeknek kell megfelelniük.
Egyes esetekben a borkősavat és a citromsavat is helyettesítik vele:
1,36 g citromsav hatása megegyezik 0,91 g fumársav ízhatásával.
Gyakran előfordul élelmiszer-kiegészítőkben és adalékanyagokban is.
Cukorkák előállításánál is felhasználják, az almasavhoz hasonlóan.

## Kémia
Elsőként bróm-borostyánkősavból állították elő.  
A hagyományos szintézisben a furfurált oxidálják nátrium-kloráttal, vanádium alapú katalizátor jelenlétében.
A fumársav kémiai tulajdonságaira a funkciós csoportjaiból következtethetünk. Mivel gyenge sav, diésztert alkot, a kettős kötés mentén addíciós reakciókban vehet részt, és kitűnő dienofil.

## Más felhasználás
A fumársavat poliészter gyanták és cukoralkoholok gyártásánál valamint színezékek pácolásához is felhasználják.

## Biztonság
Tökéletlen égéskor a fumársav maleinsav-anhidriddé alakulhat, ami irritáló vegyület.